# PhoneGap
PhoneGap (называемый также Apache Callback, основанный на Apache Cordova) — бесплатный open-source фреймворк для создания мобильных приложений, созданный Nitobi Software. Позволяет создать приложения для мобильных устройств используя JavaScript, HTML5 и CSS3, без необходимости знания «родных» языков программирования (например, Objective-C), под все мобильные операционные системы (iOS, Android, Bada и т. д.). Готовое приложение компилируется в виде установочных пакетов для каждой мобильной операционной системы.

## Поддерживаемые платформы
Таблица поддерживаемых возможностей для различных операционных систем.
| Возможности                            | iOS 7.0-8.x | Android 1.0 — 9.0 | Windows Phone | 10.x | 5.x-6.0+ | 4.6-4.7 | Bada | Symbian | webOS | Tizen | Ubuntu Touch | Firefox OS |
| -------------------------------------- | ----------- | ----------------- | ------------- | ---- | -------- | ------- | ---- | ------- | ----- | ----- | ------------ | ---------- |
| Accelerometer                          | Да          | Да                | Да            | Да   | Да       | н/д     | Да   | Да      | Да    | Да    | Да           | Да         |
| Camera                                 | Да          | Да                | Да            | Да   | Да       | н/д     | Да   | Да      | Да    | Да    | Да           | Да         |
| Compass                                | Да          | Да                | Да            | Да   | н/д      | н/д     | Да   | н/д     | Да    | Да    | Да           | Да         |
| Contacts                               | Да          | Да                | Да            | Да   | Да       | н/д     | Да   | Да      | н/д   | Да    | н/д          | Да         |
| File                                   | Да          | Да                | Да            | Да   | Да       | н/д     | н/д  | н/д     | н/д   | Да    | Да           | н/д        |
| Geolocation                            | Да          | Да                | Да            | Да   | Да       | Да      | Да   | Да      | Да    | Да    | Да           | Да         |
| Media                                  | Да          | Да                | Да            | Да   | н/д      | н/д     | н/д  | н/д     | н/д   | Да    | Да           | н/д        |
| Network                                | Да          | Да                | Да            | Да   | Да       | Да      | Да   | Да      | Да    | Да    | Да           | Да         |
| Notification (alert, sound, vibration) | Да          | Да                | Да            | Да   | Да       | Да      | Да   | Да      | Да    | Да    | Да           | Да         |
| Storage                                | Да          | Да                | Да            | Да   | Да       | н/д     | н/д  | Да      | Да    | Да    | Да           | Да         |
| Barcode Scanner                        | Да          | Да                | н/д           | ?    | Да       | н/д     | н/д  | н/д     | н/д   | Да    | Да           | ?          |

## Интегрированные среды разработки
Интегрированными средами разработки (IDE), позволяющими значительно ускорить написание приложения (ускорение тестирования, компиляция «одним-кликом» для всех операционных систем, графическая разработка интерфейса через «drag-and-drop» и т. д.), являются Adobe Dreamweaver (начиная с версии 5.5), Tiggzi, ApplicationCraft

## Отличия и взаимосвязь между PhoneGap и Apache Cordova
PhoneGap и Cordova имеют такую же взаимосвязь, как Google Chrome и Chromium, соответственно. Apache Cordova это Open-source проект, тогда как PhoneGap является больше инфраструктурой, построенной вокруг Cordova. Кроме того, инфраструктура PhoneGap дополнительно предоставляет такие опции как платная поддержка, онлайн-обучение, а также облачные веб-сервисы, позволяющие собрать конечное приложение без необходимости инсталляции на локальном компьютере разработчика.
PhoneGap декларируется как более стабильная версия (тут можно привести аналогию между проектами Fedora Core и Red Hat Enterprise Linux).

## Примеры приложений
- Official Wikipedia Android App Архивная копия от 27 сентября 2011 на Wayback Machine — более миллиона установок (с января 2012 по конец февраля 2012 года), рейтинг 4.5 звезды
- Примеры приложений на официальном сайте Архивная копия от 20 июля 2012 на Wayback Machine